# ゲゲゲの鬼太郎 (テレビアニメ第4シリーズ)
『ゲゲゲの鬼太郎』（ゲゲゲのきたろう）は、1996年1月7日から1998年3月29日まで、フジテレビほかで全114話が放送された、東映アニメーション制作のテレビアニメ。水木しげるの漫画『ゲゲゲの鬼太郎』を原作とする、妖怪アニメ作品のテレビシリーズとしては4シリーズ目に当たる。

## 概要
エンターテイメント性に重点を置いた第3シリーズに対して、クールな作風で原作イメージの忠実な映像化に努めている。また、ねずみ男の羽織っている衣の色が初めて原作と同じ黄土色になった。
前番組であった『空想科学世界ガリバーボーイ』が1995年12月24日で放送終了したため、1996年1月7日より放送スタートした。本時間帯としては初めて、日曜9:00 - 9:30（JST）に放送されていた。
前シリーズ同様、目玉おやじ役の田の中勇を除く「鬼太郎ファミリー」の声優陣は一新されたが、第2シリーズで砂かけ婆役でレギュラーだった山本圭子と、同じくゲストとして閻魔大王役だった柴田秀勝の2人が、今作では同役にてレギュラーとして復帰を果たしている。
主題歌には実力派ブルースバンド「憂歌団」を起用。初期シリーズに近いアレンジへ戻し、エンディングも「カランコロンのうた」を使用した。
こうした初期シリーズへの回帰が見られる一方で、原作エピソードの多くが大きく改変され、原型を留めないほどに手が加えられた物語も多い。感動的なストーリーへとアレンジされた物語がいくつも見られる一方で、妖怪側が救われないエピソードも存在する。第57話での佐野史郎、第101話での京極夏彦のゲスト出演（京極は脚本も兼任）も話題となり、いずれも異色作に仕上がった。
全話皆勤は鬼太郎と目玉おやじの2人で、ねずみ男は第49話と第59話のみ未登場。中盤以降は前シリーズでも鬼太郎の宿敵として活躍したぬらりひょんと朱の盆のコンビが再登場し、何度も鬼太郎と戦いを繰り広げた。一方、人間側のレギュラーとしては村上祐子ら3人の小学生が登場するが、次第に登場回数が減少し、2年目に入ってからは第74話と第101話しか登場しなかった。
本作は東映動画のデジタルアニメ第1作でもあり、2年目の第64話から仕上げ以降の作業がデジタル化され、大幅なコストダウンと省力化に成功した。同時に音声もステレオに変更されている。使用したソフトはRETAS! Proで、解像度は144dpiだった。
劇伴音楽は和田薫が担当した。和楽器と管弦楽を併用して妖怪的な雰囲気を演出しているのが特徴となっている。この手法は後の第5シリーズでもサブタイトルにも使用されている。
放送スケジュールは各局ばらばらで、キー局であるフジテレビ系では、日曜朝9時からの枠で放送された。前作と1話差の全114話となり、安定した人気を得た。前作は『地獄編』7話分を含めて全115話であることから、レギュラーシーズンのみで114話は現在まで歴代最多の放送話数である。
本番組は、1998年3月29日の放送分を以って終了。後番組は『ひみつのアッコちゃん（第3作）』が放送された。
放送話数が多いシリーズであるが、レンタルビデオでは全話がリリースされ、全話を収録したDVD-BOX（完全予約限定生産）が2007年11月21日に発売した。
リマスター版が製作されており、2016年、アニマックスで放送され字幕放送も実施。2019年6月からは東映チャンネルで2話ずつ放送。
次回予告は鬼太郎と目玉おやじの掛け合い形式のナレーションが基本だが、48・67・78話予告にはねこ娘、97話予告にはぬらりひょんと朱の盆、101話予告には一刻堂、113話予告にはねずみ男が登場する。決め台詞は鬼太郎の「君の後ろに黒い影」。

## キャスト
- 鬼太郎 - 松岡洋子
- 目玉おやじ - 田の中勇
- ねずみ男 - 千葉繁
- ねこ娘 - 西村ちなみ
- 砂かけ婆 - 山本圭子
- 子なき爺 - 塩屋浩三
- 一反木綿、ぬりかべ - 龍田直樹
- 村上祐子 - 前田このみ
- 谷本淳 - 沼田祐介
- 鈴木翔太 - 松井摩味
- ぬらりひょん - 西村知道
- 朱の盆 - 郷里大輔
- バックベアード - 佐藤正治
- 閻魔大王 - 柴田秀勝
- 白山坊 - 大塚周夫[注 5]
- 憂歌団（本人役、特別出演）
- 吸血鬼エリート - 佐野史郎（特別出演）
- 一刻堂 - 京極夏彦（特別出演）

## スタッフ
- 企画：清水賢治→鈴木専哉→石井浩二→原田冬彦（フジテレビ）、木村京太郎（読売広告社）
- プロデューサー：清水慎治→蛭田成一（東映動画）
- 原作：水木しげる
- 製作担当：樋口宗久→杉本隆一→岡田将介
- 音楽：和田薫
- キャラクターデザイン、総作画監督：荒木伸吾、姫野美智
- 総作画監督補佐：芽野京子
- 美術デザイン：浦田又治
- シリーズディレクター：西尾大介
- 色指定：黒田進、板坂泰江、沢田豊二
- 検査：堀内由美、高石峯子
- 特殊効果：中島正之、岡島雄二
- 撮影：ACCプロダクション、東京キッズ、メディアビジョン
- 編集：片桐公一
- 録音：今関種吉
- 音響効果：森川永子（現・ちゅらサウンド）→今野康之（スワラプロダクション）
- 選曲：西川耕祐
- 記録：小川真美子、伊藤好子、梶本みのり
- プロデューサー補佐：有原美千代
- 美術進行：北山礼子→福本智雄→高久博
- 仕上進行：山下紀彦→黒田進
- 広報：小中ももこ→城ヶ崎祐子→為永佐知男（フジテレビ）
- 録音スタジオ：タバック
- 現像：東映化学、ファイン・ネガ・ビデオシステム
- オンライン編集：TOVIC
- 協力：東映アカデミー
- 制作：フジテレビ、読売広告社、東映

## 主題歌

### オープニングテーマ
「ゲゲゲの鬼太郎」
憂歌団（wea japan）によるオープニングテーマ。作詞は水木しげる、作曲はいずみたく、編曲は憂歌団。
イントロのフレーズやリズムの取り方など、原曲である熊倉版をそのままブルース調に置き換えたようなアレンジになっている。映像ではイントロ部分のみカラスの声と羽音が効果音として入っている。

### エンディングテーマ
「カランコロンのうた」（第1話 - 第76話）
憂歌団（wea japan）による前期エンディングテーマ。作詞は水木しげる、作曲はいずみたく、編曲は憂歌団。
オープニングテーマ同様に、原曲をブルース調にアレンジされている。
「イヤンなっちゃう節」（第77話 - 第114話）
憂歌団（wea japan）による後期エンディングテーマ。作詞は森雪之丞、作曲は岡本朗、編曲は憂歌団、HAKABAS。

## 各話リスト
タイトルコールは鬼太郎役の松岡洋子が担当。
| 話数 | 放送日         | サブタイトル           | 脚本           | （絵コンテ） 演出       | 作画監督   | 美術     |
| ---- | -------------- | ---------------------- | -------------- | ----------------------- | ---------- | -------- |
| 1    | 1996年 1月7日  | 妖怪! 見上げ入道       | 武上純希       | 西尾大介                | 飯島弘也   | 浦田又治 |
| 2    | 1月14日        | 妖怪目目連の涙!        | 橋本裕志       | 明比正行                | 遠藤明夫   | 鹿野良行 |
| 3    | 1月21日        | ギターの戦慄! 夜叉     | 雪室俊一       | 貝澤幸男                | 木下和栄   | 伊藤岩光 |
| 4    | 1月28日        | 恐怖! 鏡の国の鏡爺     | 武上純希       | 川田武範                | 海老沢幸男 | 鹿野良行 |
| 5    | 2月4日         | ダイヤ妖怪・輪入道     | 橋本裕志       | 吉沢孝男                | 八島善孝   | 松宮正純 |
| 6    | 2月11日        | 暴走! 鬼太郎牛鬼       | 武上純希       | 明比正行                | 出口としお | 鹿野良行 |
| 7    | 2月18日        | 妖怪のっぺらぼう!      | 橋本裕志       | （貝澤幸男） 宇田鋼之介 | 直井正博   | 松宮正純 |
| 8    | 2月25日        | 妖怪かに坊主と河童     | 武上純希       | 川田武範                | 木下和栄   | 鹿野良行 |
| 9    | 3月3日         | 爆走! 鬼太郎機関車     | 雪室俊一       | 吉沢孝男                | 飯島弘也   | 松宮正純 |
| 10   | 3月10日        | 怪奇! 妖怪万年竹       | 島田満         | 西尾大介                | 遠藤明夫   | 鹿野良行 |
| 11   | 3月17日        | 毛羽毛現とがしゃどくろ | 武上純希       | 宇田鋼之介              | 海老沢幸男 | 松宮正純 |
| 12   | 3月24日        | 陰謀! 猫仙人の猫王国   | 橋本裕志       | 明比正行                | 八島善孝   | 鹿野良行 |
| 13   | 3月31日        | 妖怪屋敷へいらっしゃい | 島田満         | 川田武範                | 出口としお | 松宮正純 |
| 14   | 4月7日         | 蜃気楼海竜・みずち     | 武上純希       | 吉沢孝男                | 直井正博   | 渡辺佳人 |
| 15   | 4月14日        | 悪夢! 妖怪まくら返し   | 大橋志吉       | 明比正行                | 木下和栄   | 松宮正純 |
| 16   | 4月21日        | あかなめと白うねり     | 武上純希       | 宇田鋼之介              | 飯島弘也   | 鹿野良行 |
| 17   | 4月28日        | 海奇! 妖怪さざえ鬼     | 大橋志吉       | 西尾大介                | 海老沢幸男 | 松宮正純 |
| 18   | 5月5日         | 深海の奇跡! 化け鯨     | 大橋志吉       | 川田武範                | 遠藤明夫   | 渡辺佳人 |
| 19   | 5月12日        | 恐怖! 妖怪くびれ鬼     | 武上純希       | 吉沢孝男                | 八島善孝   | 松宮正純 |
| 20   | 5月19日        | 冒険! 絶海の人食い島   | 橋本裕志       | 明比正行                | 出口としお | 浅井和久 |
| 21   | 5月26日        | 白粉婆とのっぺらぼう   | 大橋志吉       | 宇田鋼之介              | 直井正博   | 松宮正純 |
| 22   | 6月2日         | 蜂起! 妖怪泥田坊       | 武上純希       | 川田武範                | 木下和栄   | 渡辺佳人 |
| 23   | 6月9日         | 風魔! 妖怪雨ふり天狗   | 大橋志吉       | 吉沢孝男                | 飯島弘也   | 松宮正純 |
| 24   | 6月16日        | 怪談! 妖怪陰摩羅鬼     | 武上純希       | 佐藤順一                | 海老沢幸男 | 橋本和幸 |
| 25   | 6月23日        | 古都の妖怪・おぼろ車   | 大橋志吉       | 宇田鋼之介              | 八島善孝   | 松宮正純 |
| 26   | 6月30日        | 復活! 妖怪天邪鬼       | 雪室俊一       | 西尾大介                | 稲葉仁     | 渡辺佳人 |
| 27   | 7月7日         | 吸魔! 妖怪野づち       | 武上純希       | 明比正行                | 直井正博   | 松宮正純 |
| 28   | 7月21日        | 幻想譚・猫町切符       | 大橋志吉       | 吉沢孝男                | 出口としお | 鹿野良行 |
| 29   | 7月28日        | 巨人伝説ダイダラボッチ | 橋本裕志       | 川田武範                | 木下和栄   | 松宮正純 |
| 30   | 8月4日         | 妖花! 夏の日の記憶     | 島田満         | 明比正行                | 海老沢幸男 | 渡辺佳人 |
| 31   | 8月11日        | 妖怪変化! 傘化け       | 武上純希       | 宇田鋼之介              | 八島善孝   | 松宮正純 |
| 32   | 8月18日        | 電気妖怪カミナリ!      | 大橋志吉       | 吉沢孝男                | 直井正博   | 橋本和幸 |
| 33   | 8月25日        | 逆襲! 妖怪さら小僧     | 武上純希       | 佐藤順一                | 飯島弘也   | 松宮正純 |
| 34   | 9月1日         | 流浪! 妖怪あずきとぎ   | 大橋志吉       | 明比正行                | 稲葉仁     | 渡辺佳人 |
| 35   | 9月8日         | 鬼太郎の地獄流し       | 島田満         | 宇田鋼之介              | 出口としお | 松宮正純 |
| 36   | 9月15日        | 仰天! おりたたみ入道   | 大橋志吉       | 川田武範                | 木下和栄   | 橋本和幸 |
| 37   | 9月22日        | 大追跡! 妖怪自動車     | 武上純希       | 吉沢孝男                | 海老沢幸男 | 松宮正純 |
| 38   | 9月29日        | 血闘! おどろおどろ     | 橋本裕志       | 明比正行                | 八島善孝   | 渡辺佳人 |
| 39   | 10月6日        | 妖狐・白山坊の花嫁     | 島田満         | 佐藤順一                | 直井正博   | 松宮正純 |
| 40   | 10月13日       | 夜の墓場は運動会!      | 大橋志吉       | 宇田鋼之介              | 飯島弘也   | 橋本和幸 |
| 41   | 10月20日       | つけもの妖怪ほうこう!  | 武上純希       | 吉沢孝男                | 出口としお | 松宮正純 |
| 42   | 10月27日       | がんぎ小僧とねずみ男!  | 大橋志吉       | 明比正行                | 稲葉仁     | 渡辺佳人 |
| 43   | 11月3日        | 反乱! 妖怪化けぞうり   | 武上純希       | 川田武範                | 海老沢幸男 | 松宮正純 |
| 44   | 11月10日       | 西洋悪魔・ベリアル!    | 大橋志吉       | 宇田鋼之介              | 木下和栄   | 浅井和久 |
| 45   | 11月17日       | もち殺し! 妖怪火車     | 矢島大輔       | 佐藤順一                | 八島善孝   | 松宮正純 |
| 46   | 11月24日       | 妖怪大裁判（前編）     | 武上純希       | 明比正行                | 直井正博   | 渡辺佳人 |
| 47   | 12月1日        | 妖怪大裁判（後編）     | 武上純希       | 吉沢孝男                | 木下和栄   | 松宮正純 |
| 48   | 12月8日        | えんま大王とねこ娘     | 小林千賀子     | 宇田鋼之介              | 出口としお | 橋本和幸 |
| 49   | 12月15日       | 水妖怪赤舌の疾走!      | 矢島大輔       | 川田武範                | 海老沢幸男 | 松宮正純 |
| 50   | 12月22日       | 遊園地の吹き消し婆!    | 大橋志吉       | 吉沢孝男                | 稲葉仁     | 渡辺佳人 |
| 51   | 12月29日       | 雪コンコン! 笠地蔵     | 武上純希       | 佐藤順一                | 木下和栄   | 松宮正純 |
| 52   | 1997年 1月12日 | コマ妖怪・あまめはぎ!  | 矢島大輔       | 明比正行                | 八島善孝   | 徳重賢   |
| 53   | 1月19日        | 霊園行・幽霊電車!      | 大橋志吉       | 宇田鋼之介              | 直井正博   | 松宮正純 |
| 54   | 1月26日        | 妖怪邪魅とガマ仙人!    | 大橋志吉       | 吉沢孝男                | 飯島弘也   | 渡辺佳人 |
| 55   | 2月2日         | 座敷童子と妖怪後神!    | 武上純希       | 川田武範                | 出口としお | 松宮正純 |
| 56   | 2月9日         | 水変化! 妖怪水虎       | 矢島大輔       | 明比正行                | 海老沢幸男 | 内川文広 |
| 57   | 2月16日        | 吸血鬼エリート!        | 橋本裕志       | 吉沢孝男                | 木下和栄   | 松宮正純 |
| 58   | 2月23日        | 冷凍妖怪・雪ん子       | 雪室俊一       | 勝間田具治              | 稲葉仁     | 渡辺佳人 |
| 59   | 3月2日         | 妖怪オバリヨン!        | 大橋志吉       | 宇田鋼之介              | 八島善孝   | 松宮正純 |
| 60   | 3月9日         | ぬらりひょんの陰謀!    | 矢島大輔       | 川田武範                | 直井正博   | 渡辺佳人 |
| 61   | 3月16日        | 妖怪いやみにご用心     | 田村竜         | 吉沢孝男                | 飯島弘也   | 松宮正純 |
| 62   | 3月23日        | 怪奇! ばけ猫街道       | 雪室俊一       | 明比正行                | 海老沢幸男 | 渡辺佳人 |
| 63   | 3月30日        | メンソーレ! 妖怪ホテル | 武上純希       | 勝間田具治              | 出口としお | 松宮正純 |
| 64   | 4月6日         | 激争! 妖怪ラリー       | 橋本裕志       | 宇田鋼之介              | 木下和栄   | 内川文広 |
| 65   | 4月13日        | 驚異! マンモスフラワー | 矢島大輔       | 吉沢孝男                | 稲葉仁     | 松宮正純 |
| 66   | 4月20日        | 風雲! 妖怪城（前編）   | 橋本裕志       | 川田武範                | 八島善孝   | 松宮正純 |
| 67   | 4月27日        | 風雲! 妖怪城（後編）   | 橋本裕志       | 明比正行                | 直井正博   | 松宮正純 |
| 68   | 5月4日         | 荒海の伝説・磯女!      | 大橋志吉       | 境宗久                  | 飯島弘也   | 松本健治 |
| 69   | 5月11日        | 悪魔ブエルとやかんづる | 田村竜         | 宇田鋼之介              | 海老沢幸男 | 松宮正純 |
| 70   | 5月18日        | 怪気象! 妖怪ぐわごぜ   | 矢島大輔       | 吉沢孝男                | 出口としお | 松宮正純 |
| 71   | 5月25日        | オベベ沼の妖怪!        | 武上純希       | 川田武範                | 木下和栄   | 徳重賢   |
| 72   | 6月1日         | 出現! 天狐の地底王国   | 矢島大輔       | 明比正行                | 八島善孝   | 松本健治 |
| 73   | 6月8日         | 爆進! 怒りの土ころび   | 田村竜         | 勝間田具治              | 直井正博   | 松宮正純 |
| 74   | 6月15日        | 大蛇神ヤマタノオロチ!  | 矢島大輔       | 吉沢孝男                | 飯島弘也   | 松宮正純 |
| 75   | 6月22日        | 妖術・鏡合戦!          | 雪室俊一       | 川田武範                | 海老沢幸男 | 塩崎広光 |
| 76   | 6月29日        | 灼熱の妖怪! ひでり神   | おおいとしのぶ | 境宗久                  | 出口としお | 松宮正純 |
| 77   | 7月6日         | 海和尚と船幽霊!        | 武上純希       | 明比正行                | 木下和栄   | 松宮正純 |
| 78   | 7月13日        | ぬらりひょんと蛇骨婆   | 田村竜         | 佐藤順一                | 八島善孝   | 松宮正純 |
| 79   | 7月20日        | 中国妖怪襲来!（前編）  | 矢島大輔       | 川田武範                | 直井正博   | 藤田勉   |
| 80   | 8月3日         | 中国妖怪襲来!（後編）  | 矢島大輔       | 勝間田具治              | 飯島弘也   | 松宮正純 |
| 81   | 8月10日        | 子育て妖怪! うぶめ     | 小林千賀子     | 明比正行                | 海老沢幸男 | 松宮正純 |
| 82   | 8月17日        | 古代妖怪・大首!        | 武上純希       | 境宗久                  | 出口としお | 松宮正純 |
| 83   | 8月24日        | ゲタ合戦! 妖怪逆柱     | 矢島大輔       | 川田武範                | 木下和栄   | 徳重賢   |
| 84   | 8月31日        | 怪奇! 人食い肖像画     | 大橋志吉       | 佐藤順一                | 八島善孝   | 松宮正純 |
| 85   | 9月7日         | 魔境・土蜘蛛の山!      | 田村竜         | 明比正行                | 直井正博   | 松宮正純 |
| 86   | 9月14日        | 死の使い・モウリョウ   | おおいとしのぶ | 吉沢孝男                | 飯島弘也   | 松本健治 |
| 87   | 9月21日        | 迷い家の倉ぼっこ       | 大橋志吉       | 芝田浩樹                | 海老沢幸男 | 松宮正純 |
| 88   | 9月28日        | 妖怪ふくろさげの罠!    | 武上純希       | 川田武範                | 出口としお | 松宮正純 |
| 89   | 10月5日        | 髪の毛地獄! ラクシャサ | 小中千昭       | 角銅博之                | 木下和栄   | 徳重賢   |
| 90   | 10月12日       | 峠の妖怪・ぶるぶる     | 田村竜         | 明比正行                | 八島善孝   | 松宮正純 |
| 91   | 10月19日       | 夜の怪! 百鬼夜行の鬼   | 大橋志吉       | 境宗久                  | 直井正博   | 松宮正純 |
| 92   | 10月26日       | 百目とぬらりひょん     | おおいとしのぶ | 吉沢孝男                | 飯島弘也   | 松本健治 |
| 93   | 11月2日        | 月よりの妖怪・桂男!    | 矢島大輔       | 川田武範                | 海老沢幸男 | 松宮正純 |
| 94   | 11月9日        | 鬼太郎魚と置いてけ堀   | 武上純希       | 細田守                  | 出口としお | 松宮正純 |
| 95   | 11月16日       | 妖力泥棒・釜なり       | 大橋志吉       | 芝田浩樹                | 木下和栄   | 徳重賢   |
| 96   | 11月23日       | 妖怪王・ぬらりひょん   | 矢島大輔       | 明比正行                | 八島善孝   | 松宮正純 |
| 97   | 11月30日       | 追撃! 西洋妖怪四天王   | 矢島大輔       | 吉沢孝男                | 直井正博   | 松宮正純 |
| 98   | 12月7日        | 試練・妖魔城への道!    | 橋本裕志       | 川田武範                | 飯島弘也   | 松本健治 |
| 99   | 12月14日       | 決戦! 妖怪王対鬼太郎   | 橋本裕志       | 境宗久                  | 海老沢幸男 | 松宮正純 |
| 100  | 12月21日       | 暗闇の招き・妖怪影女   | 田村竜         | 芝田浩樹                | 出口としお | 徳重賢   |
| 101  | 12月28日       | 言霊使いの罠!          | 京極夏彦       | 角銅博之                | 木下和栄   | 松宮正純 |
| 102  | 1998年 1月4日  | 凶悪！中国妖怪刑天     | 矢島大輔       | 明比正行                | 直井正博   | 松宮正純 |
| 103  | 1月11日        | 化けネズミ! 妖怪旧鼠   | 大橋志吉       | 吉沢孝男                | 八島善孝   | 松本健治 |
| 104  | 1月18日        | 恐怖! 吸血妖怪の島     | 矢島大輔       | 川田武範                | 信実節子   | 松宮正純 |
| 105  | 1月25日        | 迷宮・妖怪だるま王国   | 橋本裕志       | 細田守                  | 海老沢幸男 | 松宮正純 |
| 106  | 2月1日         | 悪夢! 妖怪地獄         | 田村竜         | 境宗久                  | 出口としお | 徳重賢   |
| 107  | 2月8日         | 山の神・穴ぐら入道     | 矢島大輔       | 芝田浩樹                | 木下和栄   | 松宮正純 |
| 108  | 2月15日        | 不老不死! 猫ショウ     | 大橋志吉       | 明比正行                | 直井正博   | 松宮正純 |
| 109  | 2月22日        | 雪山の怪異・のびあがり | 矢島大輔       | 角銅博之                | 八島善孝   | 松本健治 |
| 110  | 3月1日         | 八百八狸の反乱（前編） | 大橋志吉       | 川田武範                | 信実節子   | 松宮正純 |
| 111  | 3月8日         | 八百八狸の反乱（後編） | 大橋志吉       | 明比正行                | 出口としお | 藤田勉   |
| 112  | 3月15日        | 妖怪鬼髪と黒髪切       | 田村竜         | 境宗久                  | 直井正博   | 松宮正純 |
| 113  | 3月22日        | 鬼太郎対三匹の刺客!    | 矢島大輔       | 細田守                  | 木下和栄   | 徳重賢   |
| 114  | 3月29日        | 絶体絶命! 死神の罠     | 武上純希       | 川田武範                | 海老沢幸男 | 松宮正純 |

アイキャッチ映像は以下の通り。
前期（第1話 - 第51話）
- 前半終了：ねこ娘と談笑しながら歩いていた鬼太郎が、ねずみ男が投げ捨てたバナナの皮を踏んで転倒。それを笑うねずみ男だが、転んだ拍子に脱げた鬼太郎の下駄が落ちてきて頭にぶつかる。さらになぜか落ちてきた巨大妖怪オカリナの下敷きになり、鬼太郎とねこ娘に笑われる。16話からSEが追加された。
- 後半開始：妖怪オカリナを吹き鳴らすねずみ男だが、ひどい音で後ろにいたぬりかべが苦悶して倒れ、その下敷きになる。

後期（第52話 - 第114話）
- 前半終了：スケートボードに座り、鬼太郎の運転する妖怪自動車に引かせるねずみ男。前方にぬりかべがいて急停車され、自動車の尻に顔をぶつける。
- 後半開始：今度はローラースケートを履いて妖怪自動車に押させるねずみ男。ねこ娘に呼び止められた鬼太郎が停車した拍子に、ねずみ男だけ前方に滑っていき何かにぶつかる。

## 放送局
出典は福島テレビ、山陰中央テレビ、高知さんさんテレビを除き1997年6月中旬 - 7月上旬時点。
| 放送地域       | 放送局             | 放送系列                                     | 放送形態               | 放送時間                                                                     | 備考                                      |
| -------------- | ------------------ | -------------------------------------------- | ---------------------- | ---------------------------------------------------------------------------- | ----------------------------------------- |
| 関東広域圏     | フジテレビ         | フジテレビ系列                               | 製作局                 | 日曜 9:00 - 9:30                                                             |                                           |
| 岩手県         | 岩手めんこいテレビ | フジテレビ系列                               | 同時ネット             | 日曜 9:00 - 9:30                                                             |                                           |
| 宮城県         | 仙台放送           | フジテレビ系列                               | 同時ネット             | 日曜 9:00 - 9:30                                                             |                                           |
| 山形県         | さくらんぼテレビ   | フジテレビ系列                               | 同時ネット             | 日曜 9:00 - 9:30                                                             | 1997年4月開局から                         |
| 新潟県         | 新潟総合テレビ     | フジテレビ系列                               | 同時ネット             | 日曜 9:00 - 9:30                                                             |                                           |
| 石川県         | 石川テレビ         | フジテレビ系列                               | 同時ネット             | 日曜 9:00 - 9:30                                                             |                                           |
| 福岡県         | テレビ西日本       | フジテレビ系列                               | 同時ネット             | 日曜 9:00 - 9:30                                                             |                                           |
| 北海道         | 北海道文化放送     | フジテレビ系列                               | 同時ネット →遅れネット | 日曜 9:00 - 9:30（第63話まで） →日曜 9:25 - 9:55（第64話以降）               | [ 注 6 ]                                  |
| 福島県         | 福島テレビ         | フジテレビ系列                               | 遅れネット             | 水曜 16:00 - 16:30                                                           | [ 6 ]                                     |
| 秋田県         | 秋田テレビ         | フジテレビ系列                               | 遅れネット             | 水曜 16:55 - 17:25                                                           |                                           |
| 長野県         | 長野放送           | フジテレビ系列                               | 遅れネット             | 日曜 9:30 - 10:00                                                            |                                           |
| 静岡県         | テレビ静岡         | フジテレビ系列                               | 遅れネット             | 金曜 16:55 - 17:25                                                           |                                           |
| 富山県         | 富山テレビ         | フジテレビ系列                               | 遅れネット             | 金曜 16:00 - 16:30                                                           |                                           |
| 福井県         | 福井テレビ         | フジテレビ系列                               | 遅れネット             | 水曜 16:25 - 16:55                                                           |                                           |
| 中京広域圏     | 東海テレビ         | フジテレビ系列                               | 遅れネット             | 金曜16:00-16:30（第109話まで） →火曜19:00-19:30（第110話以降）               |                                           |
| 近畿広域圏     | 関西テレビ         | フジテレビ系列                               | 遅れネット             | 月曜 17:00 - 17:30(1997年7月上旬まで) →月曜 17:25 - 17:55(1997年7月下旬から) | 未放送の回あり                            |
| 島根県・鳥取県 | 山陰中央テレビ     | フジテレビ系列                               | 遅れネット             | 平日16:30-17:00                                                              | 本放送終了後、2000年5月～2000年11月に放送 |
| 岡山県・香川県 | 岡山放送           | フジテレビ系列                               | 遅れネット             | 月曜 16:25 - 16:55                                                           |                                           |
| 広島県         | テレビ新広島       | フジテレビ系列                               | 遅れネット             | 金曜 16:00 - 16:30                                                           |                                           |
| 愛媛県         | テレビ愛媛         | フジテレビ系列                               | 遅れネット             | 木曜夕方(時間不明) →金曜 16:00 - 16:30 →土曜 6:00 - 6:30                     | 途中打ち切り                              |
| 高知県         | 高知さんさんテレビ | フジテレビ系列                               | 遅れネット             |                                                                              | 本放送終了後に放送                        |
| 佐賀県         | サガテレビ         | フジテレビ系列                               | 遅れネット             | 日曜 6:00 - 6:30                                                             |                                           |
| 長崎県         | テレビ長崎         | フジテレビ系列                               | 遅れネット             | 月曜 16:25 - 16:55                                                           |                                           |
| 熊本県         | テレビ熊本         | フジテレビ系列                               | 遅れネット             | 木曜 16:25 - 16:55                                                           |                                           |
| 鹿児島県       | 鹿児島テレビ       | フジテレビ系列                               | 遅れネット             | 火曜 16:00 - 16:30                                                           |                                           |
| 山梨県         | 山梨放送           | 日本テレビ系列                               | 遅れネット             | 月曜 16:30 - 17:00 (96年9月23日迄) →月曜 16:00 - 16:30 (96年9月30日以降)     | 96年秋の改編で放送時間帯繰り上げ。        |
| 大分県         | テレビ大分         | フジテレビ系列 日本テレビ系列                | 遅れネット             | 水曜 16:30 - 17:00                                                           | 未放送の回あり                            |
| 宮崎県         | テレビ宮崎         | フジテレビ系列 日本テレビ系列 テレビ朝日系列 | 遅れネット             | 月曜 16:00 - 16:30                                                           |                                           |

## 学習ビデオ
ゲゲゲの鬼太郎 〜コピー妖怪対鬼太郎〜 不正商品には気をつけろ！
コンピュータソフトウェア著作権協会による子供向け著作権解説の知的財産権学習ビデオ作品。コピー商品を売る妖怪・輪入道とねずみ男を鬼太郎が退治するストーリー。

## 映画
劇場用映画
- ゲゲゲの鬼太郎 大海獣（1996年7月6日）
- ゲゲゲの鬼太郎 おばけナイター（1997年3月8日）
- ゲゲゲの鬼太郎 妖怪特急! まぼろしの汽車（1997年7月12日）

ドームスクリーン映画
ゲゲゲの鬼太郎 風雲！妖怪城
1996年4月28日公開。京都の東映太秦映画村・ドームシアターで公開されたドームスクリーン作品。
3D映画
ゲゲゲの鬼太郎 〜鬼太郎の幽霊電車〜
1999年3月20日より公開。花やしき他遊園地やイベントで上映の偏光レンズ方式メガネによる3D映画。上映時間約12分。
2009年10月3日には『とびだす！3D東映アニメまつり』として再上映された。
2010年2月21日には、本作を含む4作品セットのDVD『CG東映アニメまつり』が発売。立体映像ではなく通常映像での収録となる。
キャスト
メインキャストは第4シリーズと同様。
- 高坂三太郎 - 日髙のり子
- 小豆とぎ - 塩屋浩三
- 白山坊 - 梅津秀行
- 海和尚 - 川津泰彦

スタッフ（鬼太郎の幽霊電車）
- 演出 - 細田守
- 脚本 - 島田満

## 商品情報

### VHS
- TV放送版

全28巻（話数順に各4話、27・28巻のみ5話収録）、全話収録。販売は9巻まで。
- 劇場版
  - ゲゲゲの鬼太郎 大海獣（VHS / LD）
  - ゲゲゲの鬼太郎 おばけナイター（VHS / LD）
  - ゲゲゲの鬼太郎 妖怪特急! まぼろしの汽車
- ヒーロークラブ（編集版ビデオ・販売のみ）
  - 1の巻 ゲゲゲの鬼太郎大図鑑
  - 2の巻 鬼太郎の危機! 倒せ最強妖怪
  - 3の巻 妖怪大裁判の罠
  - 4の巻 妖怪大集合
  - 5の巻 妖怪城の決戦

### DVD
販売元：ポニーキャニオン、発売元：東映アニメーション、フジテレビジョン
レンタルDVDは2008年5月30日からレンタル開始。
| ゲゲゲの鬼太郎 90's | ゲゲゲの鬼太郎 90's | ゲゲゲの鬼太郎 90's | ゲゲゲの鬼太郎 90's |
| 巻数                | 発売日              | 品番                | 収録話              |
| ------------------- | ------------------- | ------------------- | ------------------- |
| 1                   | 2008年5月30日       | PCBE-52953          | 第1話 - 第6話       |
| 2                   | 2008年6月27日       | PCBE-52954          | 第7話 - 第12話      |
| 3                   | 2008年7月25日       | PCBE-52955          | 第13話 - 第18話     |
| 4                   | 2008年8月29日       | PCBE-52956          | 第19話 - 第24話     |
| 5                   | 2008年9月17日       | PCBE-52957          | 第25話 - 第30話     |
| 6                   | 2008年10月31日      | PCBE-52958          | 第31話 - 第36話     |
| 7                   | 2008年11月28日      | PCBE-52959          | 第37話 - 第42話     |
| 8                   | 2008年12月26日      | PCBE-52960          | 第43話 - 第48話     |
| 9                   | 2009年1月30日       | PCBE-52961          | 第49話 - 第51話     |
| 10                  | 2009年2月27日       | PCBE-52962          | 第55話 - 第60話     |
| 11                  | 2009年3月18日       | PCBE-52963          | 第61話 - 第66話     |
| 12                  | 2009年4月24日       | PCBE-52964          | 第67話 - 第72話     |
| 13                  | 2009年5月29日       | PCBE-52965          | 第73話 - 第78話     |
| 14                  | 2009年6月26日       | PCBE-52966          | 第79話 - 第84話     |
| 15                  | 2009年7月24日       | PCBE-52967          | 第85話 - 第90話     |
| 16                  | 2009年8月28日       | PCBE-52968          | 第91話 - 第96話     |
| 17                  | 2009年9月16日       | PCBE-52969          | 第97話 - 第102話    |
| 18                  | 2009年10月30日      | PCBE-52970          | 第103話 - 第108話   |
| 19                  | 2009年11月27日      | PCBE-52971          | 第109話 - 第114話   |

BOX
| タイトル                                  | 発売日         | 品番                        | 収録話  |
| ----------------------------------------- | -------------- | --------------------------- | ------- |
| ゲゲゲの鬼太郎1996 DVD-BOX ゲゲゲBOX 90's | 2007年11月21日 | PCBE-61885 完全予約限定生産 | 全114話 |

劇場版
「ゲゲゲの鬼太郎 THE MOVIES」に収録。

### CD
発売元はワーナーミュージック・ジャパン。
- シングル
  - ゲゲゲの鬼太郎（1996年2月25日発売、品番：WPD6-9072）
憂歌団が歌う主題歌とエンディングテーマ「カランコロンのうた」を収録。
  - 鬼太郎行進曲 / ゲゲゲの応援歌（1997年6月25日発売、品番：WPD6-9135）
鬼太郎役の松岡洋子が歌う「鬼太郎行進曲」と鬼太郎ファミリー役の声優陣によるユニット「ぐうたらーズ」が歌う「ゲゲゲの応援歌」を収録。前者は第70話で挿入歌として使用された。
  - ゲゲゲの音頭 / 目玉おやじの妖怪数え歌（1997年6月25日発売、品番：WPD6-9136）
鬼太郎役の松岡洋子が歌う「ゲゲゲの音頭」と目玉おやじ役の田の中勇が歌う「目玉おやじの妖怪数え歌」を収録。
  - ロックだ、ねこ娘 / ねずみうた（1997年6月25日発売、品番：WPD6-9137）
ねこ娘役の西村ちなみが歌う「ロックだ、ねこ娘」とねずみ男役の千葉繁が歌う「ねずみうた」を収録。後者は第50話で挿入歌として使用された。
  - ぺったらぺたらこ / 吸血鬼エリート（1997年6月25日発売、品番：WPD6-9138）
憂歌団が歌う「ぺったらぺたらこ」とエリート役の佐野史郎が歌う「吸血鬼エリート」を収録。それぞれ第33、57話で挿入歌として使用された。
  - イヤンなっちゃう節（1997年8月10日発売、品番：WPD6-9146）
憂歌団が歌う後期エンディングテーマと挿入歌「ぺったらぺたらこ」を収録。
- アルバム
  - ゲゲゲの鬼太郎 オリジナル・サウンドトラックVOL.1（1996年4月25日発売、品番：WPC6-8212）
番組主題歌・エンディング（共にTVサイズ）、BGMなどを収録した音楽集。2005年12月21日にコロムビアミュージックエンタテインメントから5000枚限定で再販されている。
  - ゲゲゲの鬼太郎 大海獣 劇場版オリジナル・サウンドトラック（1996年7月25日発売、品番：WPC6-8225）
劇場公開された同名映画のサウンドトラック。
  - ゲゲゲの鬼太郎 ソングコレクション第1集（1996年12月21日発売、品番：WPC6-8260）
番組主題歌・エンディング（共にTVサイズ）に加え、先んじてシングル化された各キャラクターのイメージソングを全て収録したアルバム。
  - ゲゲゲの鬼太郎 おばけナイター 劇場版オリジナル・サウンドトラック（1997年3月25日発売、品番：WPC6-8287）
劇場公開された同名映画のサウンドトラック。ボーナストラックとして「ゲゲゲの応援歌」を収録。
  - ゲゲゲの鬼太郎 妖怪特急! まぼろしの汽車 劇場版オリジナル・サウンドトラック（1997年7月25日発売、品番：WPC6-8367）
劇場公開された同名映画のサウンドトラック。ボーナストラックとして「ゲゲゲの鬼太郎ソングメドレー」を収録。「イヤンなっちゃう節」のTVサイズ版はこのCDでのみ聴くことが可能。
  - ゲゲゲの鬼太郎（2013年9月18日発売、品番：TRJC-1024）
15年ぶりに活動を再開した憂歌団の記念企画盤。第4シリーズの主題歌、エンディングテーマ2曲、挿入歌「ぺったらぺたらこ」を完全収録。付属のDVDには憂歌団メンバーが声優として出演した第33話を収録。発売元はタワーレコード。

### オムニバス
- テレビアニメ版 ゲゲゲの鬼太郎テーマコレクション（2007年9月26日発売、品番：NECA-30203）
第1シリーズから第5シリーズ第26話までの各主題歌を収録。第1、第2シリーズの曲はTVサイズでの収録（ただし、歌詞はフルサイズで掲載されている）で、「鬼太郎オリンピック」は未収録。発売元はインデックスミュージック。
- ゲゲゲの鬼太郎 歴代主題歌集（2019年3月20日発売、品番：COCX-40763）
第1シリーズから第6シリーズのオープニング主題歌や、カヴァー・ヴァージョンなどを収録。発売元は日本コロムビア。